# Gilbert Harman
Gilbert Harman (* 26. Mai 1938 in East Orange, New Jersey; † 13. November 2021) war ein US-amerikanischer Philosoph. Er unterrichtete an der Princeton University und publizierte zu Themen der Ethik, Erkenntnistheorie, Metaphysik und der Philosophien der Sprache und des Geistes. Der Denker entwickelte u. a. eine sehr einflussreiche Position zur Philosophie der Logik, die logische und psychologische Prozesse stark voneinander trennt und deren normative Analogisierbarkeit verneint.

## Leben
Harman studierte am Swarthmore College und an der Harvard University, wo er 1964 in Philosophie promoviert wurde. Seine Tochter, Elizabeth Harman, ist auch Philosophin und arbeitet am philosophischen Institut und am Center for Human Values der Princeton University.

## Werk
Mit seinem Doktorvater Willard Van Orman Quine teilte Harman sowohl die Auffassung, dass ein fließender Übergang zwischen Philosophie und (Natur-)Wissenschaft besteht, als auch seinen Skeptizismus hinsichtlich der philosophischen Begriffsanalyse. Harman vertrat eine Semantik begrifflicher Rollen (CRS), die Struktur und Funktion von Begriffen inferentiell begreift.
Der Denker bestreitet, dass es belastbare Brückenprinzipien zwischen Logik und Mathematik einerseits und dem alltäglichen Abwägen von Gründen andererseits gibt. Damit einher geht die Position, dass Logik keine Normativität gegenüber alltäglichem Denken haben könne.
Als Moralphilosoph erlangte Harman Bekanntheit vor allem durch seine Beiträge zum Antirealismus und ethischen Relativismus. Eine umfangreiche Darstellung seiner moralischen Positionen findet sich in seinem 1996 erschienenen Werk Moral Relativism and Moral Objectivity, in welchem mit Judith Jarvis Thomson auch eine seiner Kritikerinnen zu Wort kommt.
Im Jahr 2005 wurde Harman in Paris mit dem Jean-Nicod-Preis ausgezeichnet und in die American Academy of Arts and Sciences gewählt.

## Publikationen
Monographien:
- Thought. Princeton, 1973, ISBN 0-691-07188-8.
- The Nature of Morality: An Introduction to Ethics. Oxford, 1977, ISBN 0-19-502143-6.
  - Deutsche Übersetzung: Das Wesen der Moral. Eine Einführung in die Ethik. Übersetzt von Ursula Wolf. (suhrkamp taschenbuch wissenschaft 324). Suhrkamp, Frankfurt am Main 1981, ISBN 978-3-518-27924-3.
- Change in View: Principles of Reasoning. MIT, 1986, ISBN 0-262-58091-8.
- Scepticism and the Definition of Knowledge. Garland, 1990, ISBN 1-315-05662-3.
- mit Judith Jarvis Thomson: Moral Relativism and Moral Objectivity. Blackwell, 1996, ISBN 0-631-19211-5.
- Reasoning, Meaning and Mind. Clarendon, 1999, ISBN 0-19-823802-9.
- Explaining Value and Other Essays in Moral Philosophy. Clarendon, 2000, ISBN 0-19-823804-5.
- mit Sanjeev Kulkarni: Reliable Reasoning: Induction and Statistical Learning Theory. MIT Press, 2007, ISBN 978-0-262-08360-7.

Herausgeberschaften:
- mit Donald Davidson: Semantics of Natural Language. D. Reidel, 1972, ISBN 90-277-0304-3.
- On Noam Chomsky: Critical Essays. Anchor, 1974, ISBN 0-385-03765-1.
- mit Donald Davidson: The Logic of Grammar. Dickenson, 1975, ISBN 0-8221-0143-2.
- Conceptions of the Human Mind: Essays in Honor of George A. Miller. Laurence Erlbaum, 1993, ISBN 0-8058-1234-2.
- mit Ernie Lepore: A Companion to W. V. O. Quine. Blackwell, 2014, ISBN 978-0-470-67210-5.

## Belege
1. ↑  Biographische Angaben von Gilbert Harman
2. ↑  Gilbert Harman (1938-2021). Abgerufen am 15. November 2021 (englisch).
3. ↑  Gilbert Harman: Change in view. MIT Press, Cambridge / London 1986, S. 19–20.
4. ↑  Gilbert Harman: Internal Critique: A Logic is not a Theory of Reasoning and a Theory of Reasoning is not a Logic. In: D. M. Gabbay, R. H. Johnson, H. J. Ohlbach, J. Woods (Hrsg.): Handbook of the Logic of Argument and Inference: The Turn Towards the Practical. (= Studies in Logic and Practical Reasoning. Band 1). Elsevier Science B.V., Amsterdam 2002, S. 180.

| Personendaten    | Personendaten                |
| ---------------- | ---------------------------- |
| NAME             | Harman, Gilbert              |
| ALTERNATIVNAMEN  | Harman, Gilbert Helms        |
| KURZBESCHREIBUNG | US-amerikanischer Philosoph  |
| GEBURTSDATUM     | 26. Mai 1938                 |
| GEBURTSORT       | East Orange, New Jersey, USA |
| STERBEDATUM      | 13. November 2021            |